# Эдвард Дуглас Джон Хей, 13-й маркиз Твиддэйл
Эдвард Дуглас Джон Хэй, 13-й маркиз Твиддейл (англ. Edward Hay, 13th Marquess of Tweeddale; 6 августа 1947 — 1 февраля 2005) — шотландский аристократ, наиболее известным своей речью в дебатах Палаты лордов (1996) о Боснийской войне.

## Биография
Эдвард Дуглас Джон Хэй родился 6 августа 1947 года как старший из сыновей-близнецов. Старший сын Дэвида Джорджа Монтегю Хэя, 12-го маркиза Твитддэйла (1921—1979), и его первой супруги, достопочтенной Сони Мэри Пик (1924—2009), дочери Осбеста Пика, 1-го виконта Инглби (1897—1966).
Он получил образование в школе Милтон-Эбби и Тринити-колледже в Оксфорде (степень бакалавра). Он стал страховым брокером еще до того, как унаследовал титул маркиза после своего отца. Эдвард Хэй, 13-й маркиз Твиддэйл, происходил от Джорджа Хэя, 8-го маркиза Твиддэйла (1787—1876), общего предка всех последующих обладателей титула. Наряду с маркизатом и его дополнительными титулами он унаследовал пост наследственного камергера Данфермлина.
23 января 1979 года после смерти своего отца Эдвард Хэй, 13-й маркиз Твиддэйл, стал официальным членом Палаты лордов Великобритании. В верхней палате парламента он занимал скамейку независимых депутатов. Свою инаугурационную речь он произнес 1 апреля 1980 года в рамках дебатов по призыву на военную службу. Он редко выступал в Палате лордов. В Хансарде задокументировано в общей сложности 40 сообщений Эдварда Хэя в течение периода с апреля 1980 года по июль 1997 года.
Он редко выступал в Палате лордов и лишь мимолетно приобрел известность во время дебатов о Боснийской войне (28 октября 1996 года) и последующего письма в «Таймс» на эту тему. Эдвард Хэй в своей речи скептически отнесся к Дейтонскому соглашению, сомневаясь, включает ли Дейтонское соглашение реалистичные перспективы для долгосрочного мира. Он подчеркнул, что не может разделить оптимизм британского правительства в отношении постоянного умиротворения Боснии соглашением; скорее, для него боснийские мусульмане были проигравшими.
В период сессии 1997/1998 года маркиз Твиддэйл присутствовал 112 дней из 228 дней сессии. 18 июля 1997 года он в последний раз выступил с промежуточным вопросом в Турции: дебаты по правам человека, о положении в области прав человека в Турции. Эдвард Хэй задал критический вопрос своему докладчику Реймонду Джоллиффу, 5-му барону Хилтону, почему было бы желательно, чтобы Турция стала членом Европейского сообщества.
В соответствии с Законом о Палате лордов 1999 года маркиз Твиддэйл потерял свое место в верхней палате парламента 11 ноября 1999 года.
Лорд Твиддэйл умер 1 февраля 2005 года в возрасте 57 лет, и его преемником стал его младший брат-близнец Чарльз Хэй, 14-й маркиз Твиддэйл (род. 1947).
Эдвард Хэй, 13-й маркиз Твиддэйл, умер неженатым, и ему наследовал его брат-близнец, лорд Чарльз Хэй, став, таким образом, одним из немногих британских аристократов, которому наследовал младший брат-близнец. Следующим наследником является их младший брат лорд Алистер Хэй (род. 1955), которого называют мастером Твиддэйла в качестве предполагаемого наследника.
Поскольку ни один из трех братьев (сыновей от первого брака 12-го маркиза) не женат, следующими по очереди являются их два сводных брата, лорд Эндрю Артур Джордж Хэй (род. 1959) и Хэмиш Дэвид Монтегю Хэй (род. 1959), сыновья от второго брака 12-го маркиза. Два сводных брата тоже близнецы, но старший из них, лорд Эндрю Артур Джордж Хэй, единственный, у кого есть два сына, Ангус (род. 1991) и Рори (род. 1993).